# Cyril Abiteboul
Cyril Francois Roger Abiteboul, mais conhecido como Cyril Abiteboul (Paris, 14 de outubro de 1977), é um engenheiro e gerente de automobilismo francês que atualmente ocupa o cargo de chefe de equipe da Hyundai Motorsport. Anteriormente. ele foi o chefe de equipe da Caterham na Fórmula 1 de 2013 a 2014, e diretor geral da equipe Renault de 2016 a 2020.

## Carreira
Abiteboul foi educado no Lycée Carnot e Lycée Chaptal escolas secundárias de Paris, e passou a estudar engenharia aeronáutica em Grenoble INP.
Depois de se formar no Institut National Polytechnique de Grenoble, ingressou na Renault em 2001, onde ocupou vários cargos na sede da empresa na França e na equipe de Fórmula 1 em Enstone. Em 2007, Abiteboul foi nomeado diretor de desenvolvimento da Renault F1 Team para cuidar de questões comerciais, parcerias e aquisição de patrocinadores. Com ele se tornando diretor executivo em 2010, antes de voltar para Viry-Châtillon em 2011, quando a Renault centralizou suas atividades na Fórmula 1 em torno do fornecimento de motores. Como diretor executivo adjunto, Abiteboul supervisionou todas as relações contratuais, atividades de marketing e comunicação com equipes parceiras e criando uma plataforma para a Renault, que havia se restabelecido em sua nova função.
Após ser anunciado em setembro de 2012, ele assumiu o cargo de chefe de equipe da Caterham F1 Team em janeiro de 2013, equipe de Fórmula 1 que usava motores Renault. Ele retornou para a Renault em setembro de 2014 para se tornar diretor executivo da Renault Sport F1 e liderou com sucesso a análise de readquirir e restabelecer uma equipe de fábrica para a Renault dar continuidade a sua longa tradição na Fórmula 1 a partir da temporada de 2016. Com Abiteboul assumindo o cargo de diretor geral da equipe de Fórmula 1 da Renault.
Em 4 de setembro de 2020, a Renault anunciou uma reestruturação de sua organização. Com isso, Abiteboul assumiria também o comando da Alpine, uma fabricante de carros esportivos e de corrida de propriedade do grupo Renault. Mas ele manteria seu cargo na equipe de Fórmula 1 da Renault. No entanto, em 11 de janeiro de 2021, a Renault anunciou a saída de Abiteboul da montadora com efeito imediato e, que Laurent Rossi assumiria o cargo de diretor executivo da Alpine.
No início de maio de 2021, foi anunciado que Abiteboul havia sido contratado pela empresa de engenharia de esportes motorizados Mecachrome como seu consultor de esportes motorizados. A empresa francesa, que atualmente fornece motores para os campeonatos de Fórmula 2 e Fórmula 3 da FIA, tem como um dos seus principais clientes a própria Renault, que é responsável pelas unidades de potência da equipe Alpine na Fórmula 1.
Em janeiro de 2023, Abiteboul ingressou na Hyundai Motorsport como chefe de equipe. Ele substitui Julien Moncet, que foi realocado para uma nova função.